# Hip Hop Is Dead
Hip Hop Is Dead je osmé studiové album amerického rappera Nase, vydané 19. prosince 2006.
Jedná se o jeho první album u společnosti Def Jam Recordings, které bylo také spolufinancováno jeho předchozím labelem Columbia Records. Nas své album pojmenoval Hip Hop Is Dead (česky Hip Hop je mrtvý) kvůli svému pohledu na tehdejší komerzalizaci, a tím i umělecký úpadek žánru.

## O Albu
Název alba byl ohlášen v květnu 2006 s vysvětlením, že šéfové nahrávacích společností omezují umělcovu tvořivost pro své komerční zisky. Samotným rapperům poté chybí síla a vůle se vzepřít, a tím Hip Hop umírá. Tyto výroky se dotkly především rapperů z jihu USA, kteří ho kritizovali a vnímali to jako útok na jejich subžánry crunk a snap.
Produkci hudby zajistili osobnosti jako will.i.am, Salaam Remi, L.E.S., Wyldfyer, Kanye West, Dr. Dre, Scott Storch, Mark Batson, Stargate, Chris Webber nebo Devo Springsteen.
Hostujícími umělci na albu jsou will.i.am, Jay-Z, Kanye West, Chrisette Michele, Kelis, Snoop Dogg a Game.

### Singly
V červnu 2006 byl vydán promo singl "Where Y'all At", který se však na konečné verzi alba neobjevil.
První oficiální singl, píseň "Hip Hop Is Dead" (ft. will.i.am), byl vydán v listopadu 2006 a umístil se na 41. příčce US žebříčku Billboard Hot 100. Druhý singl "Can't Forget About You" (ft. Chrisette Michele) byl vydán v lednu 2007, ale do hitparád neprorazil.

## Po vydání
Album debutovalo na první pozici US žebříčku Billboard 200 s 355 000 prodanými kusy v první týden prodeje v USA. Celkem se v USA prodalo 764 000 kusů.

## Seznam skladeb
| Pořadí | Název                                               | Hudba                  | Délka |
| ------ | --------------------------------------------------- | ---------------------- | ----- |
| 1.     | Money Over Bullshit                                 | L.E.S., Wyldfyer       | 4:16  |
| 2.     | You Can't Kill Me                                   | L.E.S., Al West        | 3:14  |
| 3.     | Carry on Tradition                                  | Scott Storch           | 3:49  |
| 4.     | Where Are They Now                                  | Nas, Salaam Remi       | 2:44  |
| 5.     | Hip Hop Is Dead (ft. will.i.am)                     | will.i.am              | 3:45  |
| 6.     | Who Killed It?                                      | Salaam Remi, will.i.am | 3:10  |
| 7.     | Black Republican (ft. Jay-Z)                        | L.E.S., Wyldfyer       | 3:45  |
| 8.     | Not Going Back (ft. Kelis)                          | Stargate               | 4:09  |
| 9.     | Still Dreaming (ft. Kanye West & Chrisette Michele) | Kanye West             | 3:37  |
| 10.    | Hold Down the Block                                 | Mark Batson            | 3:58  |
| 11.    | Blunt Ashes                                         | Chris Webber           | 4:03  |
| 12.    | Let There Be Light (ft. Tre Williams)               | Kanye West             | 4:28  |
| 13.    | Play on Playa (ft. Snoop Dogg)                      | Scott Storch           | 3:33  |
| 14.    | Can't Forget About You (ft. Chrisette Michele)      | will.i.am              | 4:34  |
| 15.    | Hustlers (ft. Game & Marsha Ambrosius)              | Dr. Dre                | 4:06  |
| 16.    | Hope (ft. Chrisette Michele)                        | L.E.S., Nas, Spanador  | 3:05  |

## Samply
- "You Can't Kill Me" obsahuje části písně "Sly" od Herbie Hancock & the Headhunters.
- "Where Are They Now" obsahuje části písně "Get Up, Get into It, Get Involved" od James Brown.
- "Hip Hop Is Dead" obsahuje části písní "Apache" od Michael Viner & The Incredible Bongo Band, "In-A-Gadda-Da-Vida" od Iron Butterfly a "The Big Beat" od Billy Squier.
- "Who Killed It?" obsahuje části písně "I Ain't No Joke" od Eric B & Rakim.
- "Black Republican" obsahuje části písně "Marcia Religiosa" v podání Pražské filharmonie.
- "Still Dreaming" obsahuje části písní "The Interim" od Diana Ross a "Use Me" od Bill Withers.
- "Blunt Ashes" obsahuje části písně "Mercy, Mercy Me (The Ecology)" od Marvin Gaye.
- "Let There Be Light" obsahuje části písní "Beddie Biey" od Steve Arrington a "Take The Money And Run" od Steve Miller Band.
- "Play on Playa" obsahuje části písně "After the Dance" od Marvin Gaye.
- "Can't Forget About You" obsahuje části písně "Unforgettable" od Nat King Cole.

## Mezinárodní žebříčky
| Země                     | Umístění |
| ------------------------ | -------- |
| Austrálie                | 50       |
| Kanada                   | 45       |
| UK Albums Chart          | 68       |
| US Billboard 200         | 1        |
| US Billboard R&B/Hip-Hop | 1        |
| US Billboard Rap         | 1        |